# Nahtubaszterau
Nahtubaszterau vagy Nahtbasztetiru (nḫt-b3st.t-rw) ókori egyiptomi királyné a XXVI. dinasztia idején; II. Jahmesz felesége.
Nahtubaszterau egyike Jahmesz három ismert feleségének (a másik kettő Tentkheta és Tadiaszir). Sírjából, valamint egy, a Szerapeumban talált sztéléről ismert; csak a sztéléről tudni, hogy Jahmesz fáraó felesége volt. Címei: A király szeretett felesége (ḥm.t-nỉswt mrỉỉ=f), Nagy kegyben álló (wr.t-ḥzwt), A jogar úrnője (wr.t ḥts).
Két fiáról tudunk:
- Paszenenhonszu herceg, a Szerapeumban talált sztélé állíttatója;
- Jahmesz herceg, tábornok, aki anyjával közös sírba temetkezett.

## Sírja
Nahtubaszterau gízai sziklasírja a G 9550. A sírból előkerült a királyné fekete gránit antropoid (ember alakú) szarkofágja (ma Szentpéterváron, katalógusszám: 767), valamint usébtijei. Básztet istennő nevét a szarkofágon kivésték a királyné nevéből.